# Burhaniye
Burhaniye ist eine Stadt im gleichnamigen Landkreis der türkischen Provinz Balıkesir und gleichzeitig ein Stadtbezirk der 2012 geschaffenen Büyükşehir belediyesi Balıkesir (Großstadtgemeinde/Metropolprovinz). Die im Stadtsiegel abgebildete Jahreszahl 1867 dürfte auf das Jahr der Erhebung zur Gemeinde (Belediye/Belde) hinweisen. Burhaniye liegt an der Ägäisküste im innersten Winkel des Golf von Edremit gegenüber der griechischen Insel Lesbos. Seit einer Gebietsreform 2012 ist die Kreisstadt flächen- und einwohnermäßig identisch mit dem Landkreis.
Ende 2012 bestand der Kreis aus Burhaniye (12 Mahalles) sowie aus der Belediye Pelitköy (3 Mahalles). Die letztere wurde nach der Verwaltungsreform in Mahalles überführt. Ebenso werden die 25 Dörfer im Hauptstadt-Bucak (Merkez Bucağı) in Mahalles umgewandelt.

## Geographie
Zwischen den Gebirgszügen des Ida im Norden und des Madra im Süden gelegen und bewässert vom Fluss Havran ist die flache Küstenebene sehr fruchtbar. Bekannt ist Burhaniye für seinen Olivenanbau.

## Geschichte
Die bekannten Ruinen der antiken Städte Pergamon im Süden und Troja im Nordwesten sind in Tagesausflügen von etwa 80 und 150 km erreichbar.  Die Stadt, die dem Golf seinen Namen gab, Edremit, ist das biblische Adramyttion, das auch in der Apostelgeschichte Erwähnung findet (27,2). Burhaniye wurde anfänglich Kemer genannt nach dem türkischen Wort für Aquädukt, der ursprünglich Wasser vom Madra-Gebirge heranführte. Später wurde es nach dem Sohn des osmanischen Sultans Abdülhamid II. Şehzade Burhaneddin Efendi benannt. In den Museen für Archäologie und für die türkische nationale Bewegung wird die alte und die jüngste Geschichte der Region dargestellt.

## Wirtschaft
Außer durch Landwirtschaft und durch die deren Produkte verarbeitende Industrie – es gibt 18 Olivenölfabriken im Bezirk – wird der Ort durch den Tourismus geprägt, hier vor allem im am Meer liegenden Ortsteil Ören. Der weite Sandstrand hat das Gütesiegel der Blauen Flagge der Stiftung für Umwelterziehung bekommen.

## Partnerstädte
Seit 2011 ist Burhaniye mit der deutschen Stadt Hürth verbunden.

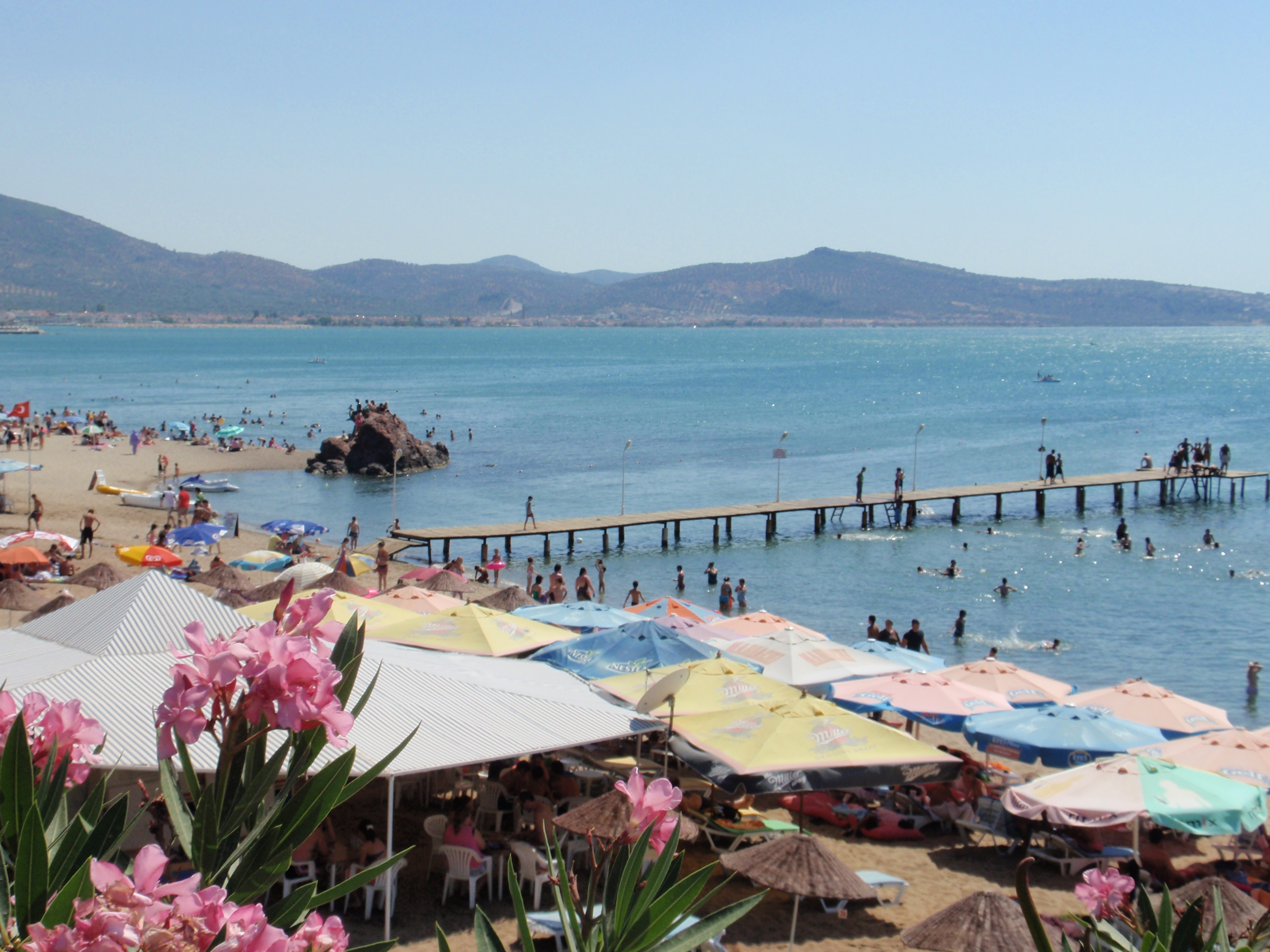
Der Strand von Ören